# 政治的自由
政治的自由（せいじてきじゆう、Political freedom）は、歴史と政治思想の中心的な概念であり、民主主義社会の最も重要な特徴の一つ。政治的自由は、抑圧または強制からの自由として説明されてきた。この概念には、政治的行動や表現に対する内部的な制約（同調圧力など）からの自由も含まれる。